# I liga paragwajska w piłce nożnej (1956)
Mistrzem Paragwaju został klub Club Olimpia, natomiast wicemistrzem Paragwaju został klub Club Libertad.
Mistrzostwa podzielone zostały na dwa etapy. Pięć najlepszych klubów z pierwszego etapu zagrało w drugim etapie. Na koniec zwycięzcy obu etapów zmierzyli się o tytuł mistrza – zwycięzca został mistrzem Paragwaju, a przegrany wicemistrzem.
Z ligi spadł klub General Genes z miasta Asunción, a na jego miejsce awansował klub Sportivo Luqueño.

## Pierwszy etap
Mecze rozgrywane były systemem każdy z każdym mecz i rewanż.

### Tabela końcowa pierwszego etapu 1956
| Poz | Klub                   |
| --- | ---------------------- |
| 1   | Club Libertad          |
| 2   | Club Olimpia           |
| 3   | Club Sol de América    |
| 4   | Cerro Porteño          |
| 5   | Club Guaraní           |
| 6   | Club Presidente Hayes  |
| 7   | Club Nacional          |
| 8   | General Genes Asunción |

## Drugi etap
W drugim etapie grało pięć najlepszych klubów z pierwszego etapu. Grano systemem każdy z każdym, ale tylko po jednym meczu – bez rewanżów. Zwycięzcą drugiego etapu został klub Club Olimpia.

## Campeonato Paraguay 1956
Mecz decydujący o mistrzostwie Paragwaju stoczyły ze sobą zwycięzca pierwszego etapu klub Club Libertad ze zwycięzcą drugiego etapu klubem Club Olimpia.
- Club Olimpia – Club Libertad 1:0 i 5:1

Mistrzem Paragwaju został klub Club Olimpia.

## Klasyfikacja strzelców w sezonie 1956
| Gole | Piłkarz      | Klub          |
| ---- | ------------ | ------------- |
| 23   | Máximo Rolón | Club Libertad |